# 헌집줄게 새집다오
《헌집줄게 새집다오》는 2015년 12월 10일부터 2016년 7월 28일까지 JTBC에서 방영되었던 예능 프로그램이다. 정준영 사건으로 인하여, 본 회차는 다시보기 서비스가 중지되었다.

## 출연자

### MC
- 전현무
- 김구라

### 팀

#### 고정 패널
* 나열 순서는 이름의 가나다 순이다.
| 팀        | 이름      | 회차 (14회 기준 출연횟수)                          |
| 현재 패널 | 현재 패널 | 현재 패널                                          |
| --------- | --------- | -------------------------------------------------- |
| D,(B) 팀  | 김도현    | 01회 ~ 현재 (총 출연 횟수 : 14회)                  |
| C 팀      | 데코릿    | 09회 ~ 현재 (총 출연 횟수 : 6회)                   |
| C 팀      | 문희준    | 01회 ~ 현재 (02회~08회 불참) (총 출연 횟수 : 7회)  |
| (B) 팀    | 윤정수    | 15회 ~ 현재 (총 출연 횟수 : 1회)                   |
| A 팀      | 임성빈    | 09회 ~ 현재 (총 출연 횟수 : 6회)                   |
| B 팀      | 정준영    | 02회 ~ 현재 (13회 불참) (총 출연 횟수 : 11회)      |
| B 팀      | 제이쓴    | 01회 ~ 현재 (총 출연 횟수 : 14회)                  |
| D 팀      | 허경환    | 01회 ~ 현재 (총 출연 횟수 : 14회)                  |
| A,(B) 팀  | 홍석천    | 01회 ~ 현재 (09회~10회 불참) (총 출연 횟수 : 12회) |
| 하차 패널 |           |                                                    |
| D 팀      | 공찬      | 13회 ~ 현재 (총 출연 횟수 : 1회)                   |
| B 팀      | 바로      | 13회 ~ 현재 (총 출연 횟수 : 1회)                   |
| A 팀      | 박성준    | 01회 ~ 08회 (총 출연 횟수 : 8회)                   |
| A 팀      | 정준하    | 01회 ~ 08회 (총 출연 횟수 : 8회)                   |
| A 팀      | 헨리      | 09회 ~ 현재 (총 출연 횟수 : 2회)                   |
| A,(B) 팀  | 황재근    | 01회 ~ 08회 (총 출연 횟수 : 8회)                   |

## 시청률 및 의뢰인
- 시청률은 AGB닐슨 미디어리서치[1] 가 자사의 홈페이지에 공개한 시청률을 바탕으로 작성된 것이며, 파란색 숫자는 최저 시청률을, 빨간색 숫자는 최고 시청률을 나타낸다.

| 회차 | 방송일           | AGB  | TNmS | 의뢰인         | 게스트         |
| ---- | ---------------- | ---- | ---- | -------------- | -------------- |
| 001  | 2015년 12월 10일 | 2.2% | %    | 예정화         |                |
| 002  | 2015년 12월 17일 | 2.1% | %    | 김상혁         |                |
| 003  | 2015년 12월 24일 | 2.0% | %    | 김영희         |                |
| 004  | 2016년 1월 7일   | 1.8% | %    | 오정연         |                |
| 005  | 2015년 1월 14일  | 2.0% | %    | 이상호, 이상민 |                |
| 006  | 2016년 1월 21일  | 2.0% | %    | 이원일         |                |
| 007  | 2016년 1월 28일  | 1.7% | %    | 서유리         |                |
| 008  | 2016년 2월 4일   | 2.4% | %    | 김지숙         |                |
| 009  | 2016년 2월 11일  | 2.3% | %    | MC그리         |                |
| 010  | 2016년 2월 18일  | 1.8% | %    | 정준영         |                |
| 011  | 2016년 2월 25일  | 2.6% | %    | 김숙, 윤정수   |                |
| 012  | 2016년 3월 3일   | 2.0% | %    | 김도균         |                |
| 013  | 2016년 3월 10일  | 1.1% | %    | 산들           |                |
| 014  | 2016년 3월 17일  | 1.6% | %    | 홍윤화         | 윤효동         |
| 015  | 2016년 3월 24일  | 2.0% | %    | 임요환, 김가연 |                |
| 016  | 2016년 3월 31일  | 1.7% | %    | 박나래         |                |
| 017  | 2016년 4월 7일   | 1.2% | %    | 박나래         |                |
| 018  | 2016년 4월 14일  | 1.1% | 1.1% | 도희           |                |
| 019  | 2016년 4월 21일  | 2.5% | 1.9% | 김희서         | 이경애         |
| 020  | 2016년 4월 28일  | 1.7% | 1.7% | 김진주         |                |
| 021  | 2016년 5월 5일   | 2.3% | 1.9% | 강성진, 이현영 |                |
| 022  | 2016년 5월 12일  | 1.8% | 1.7% | 솔지           | 혜린           |
| 023  | 2016년 5월 19일  | 1.7% | 1.9% | 황재근         |                |
| 024  | 2016년 5월 26일  | 1.8% | %    | 김은서         | 김응수, 김은아 |
| 025  | 2016년 6월 2일   | 2.2% | 1.9% | 장위안         |                |
| 026  | 2016년 6월 9일   | 1.7% | 1.6% | 알렉스         |                |
| 027  | 2016년 6월 16일  | 1.8% | 2.0% | 김흥국         |                |
| 028  | 2016년 6월 23일  | 1.4% | 1.3% | 에릭 남        |                |
| 029  | 2016년 6월 30일  | 1.1% | 1.5% |                |                |
| 030  | 2016년 7월 7일   | 1.5% | 1.4% |                |                |
| 031  | 2016년 7월 14일  | 1.6% | 1.5% | 양세형         |                |
| 032  | 2016년 7월 21일  | 2.4% | 2.3% | 오나미         |                |
| 033  | 2016년 7월 28일  | 1.9% | 2.1% | 김원효         |                |

## 결방
2015년 12월 31일 결방 하였으나 헌집줄께 새집다오 스폐셜을 방영하였다.